# Derivat (kemi)
 For alternative betydninger, se Derivat. (Se også artikler, som begynder med Derivat)
Inden for kemien er et derivat en forbindelse, der kan afledes af en anden. På den måde kan visse stoffer have store grupper af derivater, som alle kan betragtes som varianter af det grundlæggende stof, hvor ét eller flere elementer er udskiftet med andre på samme plads.

## Eksempel på derivater af et kemisk stof
Hvis man bruger stoffet metan (sumpgas), som det grundlæggende stof, kan man aflede bl.a. følgende derivater fra det:
- tetraklormetan ("tetraklorkulstof" eller bare "tetra"), hvor de fire brintatomer er erstattet af fire kloratomer (-Cl).
- metanol ("træsprit"), hvor et brintatom er erstattet af en hydroxylgruppe (-OH)
- trifenylmetan, hvor tre brintatomer er erstattet af tre fenylgrupper (-C6H5)
- formaldehyd, hvor et brintatom er erstattet af en aldehydgruppe (-CHO)
- eddikesyre, hvor et brintatom er erstattet af en karboxylgruppe (-COOH)
- metylamin, hvor et brintatom er erstattet af en amingruppe (-NH2)

- i øvrigt indgår metan under navnet -metyl (-CH3) i talrige andre stoffers derivater.